# Lonomia venezuelensis
Lonomia venezuelensis is een vlinder uit de familie nachtpauwogen (Saturniidae), onderfamilie Hemileucinae.
De wetenschappelijke naam van de soort is voor het eerst geldig gepubliceerd door Lemaire in 1972.